# Croacia en el Festival de la Canción de Eurovisión
El representante croata en el Festival de la Canción de Eurovisión es seleccionado en el festival pop Dora, un evento anual organizado por la televisión pública nacional HRT. La primera vez que Dora tuvo lugar fue en 1993, después de que Croacia lograra su independencia de Yugoslavia y fuera admitida como miembro de la UER.
Hasta 2014 era, junto con Suecia, Malta, y los países del Big Five (salvo Alemania e Italia), uno de los pocos países que no había faltado a ningún festival desde 1993, cuando los países con los resultados más bajos cada año quedaban relegados, y año de su debut en el festival, lo que le hacía uno de los dos países que no ha faltado al festival desde su primera aparición, siendo el otro España, y excluyendo a países que han debutado recientemente como Ucrania, Letonia, Moldavia etc.). Esta racha se rompería tras anunciar su renuncia a participar en el festival de 2014 celebrado en Dinamarca.
También Croacia se ausentó en la edición de Eurovisión de 2015; a inicios de 2016 la cadena pública croata, la HRT, anunció una posible vuelta, pudiendo mandar como representante a la ganadora de dicho programa; así como también Emilija Kokić, la única ganadora croata de Eurovisión, pese a que ganó bajo Yugoslavia en el año 1989, se vio entusiasmada por la posible vuelta de Croacia a Eurovisión, instando a la HRT que Croacia volviese al afamado concurso finalmente confirmó su participación en Estocolmo.
En un total de 7 veces, ha conseguido estar en el TOP-10 dentro de una gran final.

## Historia
Tras la disolución de Yugoslavia en 1991, la televisión pública croata Hrvatska radiotelevizija (HRT) organizó un festival para seleccionar la representación croata en el certamen de 1992, siendo la canción elegida "Aleluja" de Magazin, la cual no pudo participar debido a que HRT no se adhirió a tiempo a la Unión Europea de Radiodifusión.
La primera participación de Croacia como país independiente sería en 1993 con el grupo Put, que interpretó "Don't Ever Cry". La canción había quedado tercera en Clasificación para Millstreet el festival previo que se organizó a modo de preselección debido al gran aumento de países del este de Europa con deseos de participar en Eurovisión.
La mejor posición conseguida por Croacia, hasta la fecha (2021), fue un cuarto puesto en dos ocasiones: en 1996 con la canción "Sveta ljubav" interpretada por Maja Blagdan, y en 1999 con la canción "Marija Magdalena" interpretada por Doris Dragović. Quien tuvo mejor puntuación fue la canción "Neka mi ne svane" interpretada por Danijela Martinović en 1998, con 131 puntos quedando en el quinto puesto, seguida de la canción "My Friend" de Jacques Houdek en 2017, con 128 puntos quedando en el puesto 13.
Irónicamente, la participante de 1996 le dio al país su peor participación en una semifinal con un 19.º lugar. El 3.º lugar del grupo Put en 1993 es el mejor puesto en una semifinal del país. En la década de los 90 y parte de los 2000 se encuentran casi todas las mejores participaciones de Croacia, sin mencionar a los croatas que participaron cuando este era parte de Yugoslavia.
El 19 de septiembre de 2013, HRT anunció su renuncia a participar en el festival de 2014 alegando como causas la crisis económica y los malos resultados obtenidos en sus últimas participaciones.
Cabe destacar que en las semifinales en las que no se ha clasificado, nunca se ha cualificado ni por los jurados ni por el televoto. Las únicas excepciones fueron en 2012, cuando la cantante croata Nina Badrić logró la séptima posición por parte del jurado, por la cual se hubiera clasificado; la candidatura croata recibió halagos por parte de jurados de todos los países, aunque no fue acogida gratamente por parte del televoto; y en 2021, donde Albina se posicionó en el 10.º y 9.º lugar del jurado y televoto respectivamente, pero en la sumatoria se quedó en el 11.º puesto, 5 puntos detrás de Noruega.
En 2024, Baby Lasagna quedó segundo en la final de Eurovisión y ganó el televoto, consiguiendo el mejor resultado de la historia de Croacia en la competición.

## Participaciones
Leyenda
     Ganador
     Segundo puesto
     Tercer puesto
     Cuarto o quinto puesto (Top 5)
     Último puesto
| Año                            | Sede       | Artista                       | Canción                  | Final              | Pts.               | Semifinal               | Pts.                    |
| ------------------------------ | ---------- | ----------------------------- | ------------------------ | ------------------ | ------------------ | ----------------------- | ----------------------- |
| 1993                           | Millstreet | Put                           | «Don't ever cry»         | 15                 | 31                 | 3                       | 51                      |
| 1994                           | Dublín     | Tony Cetinski                 | «Nek'ti bude ljubav sva» | 16                 | 27                 | No hubo semifinales     | No hubo semifinales     |
| 1995                           | Dublín     | Magazin y Lidija Horvath      | «Nostalgija»             | 6                  | 91                 | No hubo semifinales     | No hubo semifinales     |
| 1996                           | Oslo       | Maja Blagdan                  | «Sveta ljubav»           | 4                  | 98                 | 19                      | 30                      |
| 1997                           | Dublín     | E.N.I.                        | «Probudi me»             | 17                 | 24                 | No hubo semifinales     | No hubo semifinales     |
| 1998                           | Birmingham | Danijela Martinović           | «Neka mi ne svane»       | 5                  | 131                | No hubo semifinales     | No hubo semifinales     |
| 1999                           | Jerusalén  | Doris Dragović                | «Marija Magdalena»       | 4                  | 118                | No hubo semifinales     | No hubo semifinales     |
| 2000                           | Estocolmo  | Goran Karan                   | «Kada zaspu andeli»      | 9                  | 70                 | No hubo semifinales     | No hubo semifinales     |
| 2001                           | Copenhague | Vanna Ranilović               | «Strings of my heart»    | 10                 | 42                 | No hubo semifinales     | No hubo semifinales     |
| 2002                           | Tallin     | Vesna Pisarović               | «Everything I want»      | 11                 | 44                 | No hubo semifinales     | No hubo semifinales     |
| 2003                           | Riga       | Claudia Beni                  | «Više nisam tvoja»       | 15                 | 29                 | No hubo semifinales     | No hubo semifinales     |
| 2004                           | Estambul   | Ivan Mikulić                  | «You are the only one»   | 12                 | 50                 | 9                       | 72                      |
| 2005                           | Kiev       | Boris Novković                | «Vukovi umiru sami»      | 11                 | 115                | 4                       | 169                     |
| 2006                           | Atenas     | Severina Vučković             | «Moja štikla»            | 12                 | 56                 | Top 11 del año anterior | Top 11 del año anterior |
| 2007                           | Helsinki   | Dado Topić y Dragonfly        | «Vjerujem u ljubav»      | No se clasificó    | No se clasificó    | 16                      | 54                      |
| 2008                           | Belgrado   | Kraljevi Ulice y 75 cents     | «Romanca»                | 21                 | 44                 | 4                       | 112                     |
| 2009                           | Moscú      | Igor Cukrov y Andrea Šušnjara | «Lijepa tena»            | 18                 | 45                 | 13                      | 33                      |
| 2010                           | Oslo       | Feminnem                      | «Lako je sve»            | No se clasificó    | No se clasificó    | 13                      | 33                      |
| 2011                           | Düsseldorf | Daria Kinzer                  | «Celebrate»              | No se clasificó    | No se clasificó    | 15                      | 41                      |
| 2012                           | Bakú       | Nina Badrić                   | «Nebo»                   | No se clasificó    | No se clasificó    | 12                      | 42                      |
| 2013                           | Malmö      | Klapa s Mora                  | «Mižerja»                | No se clasificó    | No se clasificó    | 13                      | 38                      |
| No participó entre 2014 y 2015 |            |                               |                          |                    |                    |                         |                         |
| 2016                           | Estocolmo  | Nina Kraljić                  | «Lighthouse»             | 23                 | 73                 | 10                      | 133                     |
| 2017                           | Kiev       | Jacques Houdek                | «My friend»              | 13                 | 128                | 8                       | 141                     |
| 2018                           | Lisboa     | Franka Batelić                | «Crazy»                  | No se clasificó    | No se clasificó    | 17                      | 63                      |
| 2019                           | Tel Aviv   | Roko Blažević                 | «The dream»              | No se clasificó    | No se clasificó    | 14                      | 64                      |
| 2020                           | Róterdam   | Damir Kedžo                   | «Divlji vjetre»          | Festival cancelado | Festival cancelado | Festival cancelado      | Festival cancelado      |
| 2021                           | Róterdam   | Albina Grčić                  | «Tick-Tock»              | No se clasificó    | No se clasificó    | 11                      | 110                     |
| 2022                           | Turín      | Mia Dimšić                    | «Guilty pleasure»        | No se clasificó    | No se clasificó    | 11                      | 75                      |
| 2023                           | Liverpool  | Let 3                         | «Mama ŠČ!»               | 13                 | 123                | 8                       | 76                      |
| 2024                           | Malmö      | Baby Lasagna                  | «Rim Tim Tagi Dim»       | 2                  | 547                | 1                       | 177                     |
| 2025                           | Basilea    | Marko Bošnjak                 | «Poison Cake»            | No se clasificó    | No se clasificó    | 12                      | 28                      |

## Votación de Croacia
Hasta 2025, la votación de Croacia ha sido:
| Más puntos otorgados solo en la gran final | Más puntos otorgados solo en la gran final | Más puntos otorgados solo en la gran final |
| Pos.                                       | País                                       | Puntos                                     |
| ------------------------------------------ | ------------------------------------------ | ------------------------------------------ |
| 1                                          | Serbia                                     | 157                                        |
| 2                                          | Italia                                     | 147                                        |
| 3                                          | Bosnia y Herzegovina                       | 144                                        |
| 4                                          | Eslovenia                                  | 118                                        |
| 5                                          | Ucrania                                    | 96                                         |

| Más puntos otorgados en semifinales y final | Más puntos otorgados en semifinales y final | Más puntos otorgados en semifinales y final |
| Pos.                                        | País                                        | Puntos                                      |
| ------------------------------------------- | ------------------------------------------- | ------------------------------------------- |
| 1                                           | Serbia                                      | 247                                         |
| 2                                           | Eslovenia                                   | 206                                         |
| 3                                           | Bosnia y Herzegovina                        | 194                                         |
| 4                                           | Ucrania                                     | 175                                         |
| 5                                           | Macedonia del Norte                         | 158                                         |

| Más puntos recibidos solo en la final | Más puntos recibidos solo en la final | Más puntos recibidos solo en la final |
| Pos.                                  | País                                  | Puntos                                |
| ------------------------------------- | ------------------------------------- | ------------------------------------- |
| 1                                     | Eslovenia                             | 155                                   |
| 2                                     | Bosnia y Herzegovina                  | 115                                   |
| 3                                     | Malta                                 | 91                                    |
| 4                                     | Macedonia del Norte                   | 77                                    |
| 5                                     | Austria                               | 76                                    |

| Más puntos recibidos en semifinales y final | Más puntos recibidos en semifinales y final | Más puntos recibidos en semifinales y final |
| Pos.                                        | País                                        | Puntos                                      |
| ------------------------------------------- | ------------------------------------------- | ------------------------------------------- |
| 1                                           | Eslovenia                                   | 277                                         |
| 2                                           | Bosnia y Herzegovina                        | 176                                         |
| 3                                           | Macedonia del Norte                         | 172                                         |
| 4                                           | Austria                                     | 156                                         |
| 5                                           | Serbia                                      | 155                                         |

## Participación como parte de Yugoslavia
El Festival de la Canción de Eurovisión 1990 tuvo lugar en Zagreb, Croacia, tras la victoria de la banda croata Riva en 1989 con la canción «Rock me». Asimismo, artistas croatas representaron a Yugoslavia en 11 de 26 ocasiones.
Leyenda
     Ganador
     Segundo puesto
     Tercer puesto
     Cuarto o quinto puesto (Top 5)
     Último puesto
| Año  | Sede      | Artista              | Canción (Música / Letra) | Final | Pts. |
| ---- | --------- | -------------------- | ------------------------ | ----- | ---- |
| 1963 | Londres   | Vice Vukov           | «Brodovi»                | 11    | 3    |
| 1965 | Nápoles   | Vice Vukov           | «Čežnja»                 | 12    | 2    |
| 1968 | Londres   | Dubrovački Trubaduri | «Jedan dan»              | 7     | 8    |
| 1969 | Madrid    | Ivan & 3M            | «Pozdrav svijetu»        | 13    | 5    |
| 1971 | Dublín    | Kićo Slabinac        | «Tvoj dječak je tužan»   | 14    | 68   |
| 1972 | Edimburgo | Tereza Kesovija      | «Muzika i ti»            | 9     | 87   |
| 1986 | Bergen    | Doris Dragović       | «Željo moja»             | 11    | 49   |
| 1987 | Bruselas  | Novi fosili          | «Ja sam za ples»         | 4     | 92   |
| 1988 | Dublín    | Srebrna krila        | «Mangup»                 | 6     | 87   |
| 1989 | Lausana   | Riva                 | «Rock me»                | 1     | 137  |
| 1990 | Zagreb    | Tajči                | «Hajde da ludujemo»      | 7     | 81   |

## Curiosidades
- La famosa cantante croata Tereza Kesovija también representó a Mónaco en el Festival de la Canción de Eurovisión 1966.
- En la actuación de Doris Dragovic en el festival de 1999 se utilizaron voces pregrabadas, y no coros reales presentes en el escenario, por lo que Croacia fue penalizada con la reducción de un tercio de los puntos que se tenían en cuenta en aquel momento para hacer la media que posibilitaba participar a los países con mejores resultados en el siguiente certamen.
- El grupo Feminnem, que representó al país en 2010, había representado previamente a Bosnia y Herzegovina en 2005 con la canción "Call me"

## 12 puntos
- Croacia ha dado 12 puntos a:

| Año                         | País                 |
| --------------------------- | -------------------- |
| 1993                        | Rumania              |
| 2004                        | Serbia y Montenegro  |
| 2005                        | Macedonia del Norte  |
| 2006                        | Bosnia y Herzegovina |
| 2007                        | Serbia               |
| 2008                        | Macedonia del Norte  |
| 2009                        | Serbia               |
| 2010                        | Chipre               |
| 2011                        | Serbia               |
| 2012                        | Bosnia y Herzegovina |
| 2013                        | Dinamarca            |
| No participó en 2014 y 2015 |                      |

| Año  | Jurado              | Televoto             |
| ---- | ------------------- | -------------------- |
| 2016 | República Checa     | Bosnia y Herzegovina |
| 2017 | Países Bajos        | Hungría              |
| 2018 | Israel              | Chipre               |
| 2019 | Macedonia del Norte | Macedonia del Norte  |
| 2021 | Malta               | Ucrania              |
| 2022 | Portugal            | Ucrania              |
| 2023 | Sin jurado          | Finlandia            |
| 2024 | Sin jurado          | Serbia               |
| 2025 | Sin jurado          | Estonia              |

| Año  | País        | Año                         | País                        |
| ---- | ----------- | --------------------------- | --------------------------- |
| 1993 | Noruega     | 2004                        | Serbia y Montenegro         |
| 1994 | Irlanda     | 2005                        | Serbia y Montenegro         |
| 1995 | Malta       | 2006                        | Bosnia y Herzegovina        |
| 1996 | Malta       | 2007                        | Serbia                      |
| 1997 | Reino Unido | 2008                        | Bosnia y Herzegovina        |
| 1998 | Reino Unido | 2009                        | Bosnia y Herzegovina        |
| 1999 | Eslovenia   | 2010                        | Turquía                     |
| 2000 | Rusia       | 2011                        | Eslovenia                   |
| 2001 | Dinamarca   | 2012                        | Serbia                      |
| 2002 | Malta       | 2013                        | Ucrania                     |
| 2003 | Rusia       | No participó en 2014 y 2015 | No participó en 2014 y 2015 |

| Año  | Jurado    | Televoto  |
| ---- | --------- | --------- |
| 2016 | Australia | Serbia    |
| 2017 | Hungría   | Hungría   |
| 2018 | Lituania  | Serbia    |
| 2019 | Italia    | Italia    |
| 2021 | Italia    | Serbia    |
| 2022 | Serbia    | Serbia    |
| 2023 | Italia    | Eslovenia |
| 2024 | Portugal  | Serbia    |
| 2025 | Italia    | Estonia   |

## Galería de imágenes
|                                           |
| Dragonfly & Dado Topić en Helsinki (2007) |

|                                              |
| Kraljevi Ulice & 75 cents en Belgrado (2008) |

|                                          |
| Igor Cukrov feat. Andrea en Moscú (2009) |

|                         |
| Feminnem en Oslo (2010) |

|                            |
| Nina Badrić en Bakú (2012) |

|                              |
| Klapa s Mora en Malmö (2013) |

|                                  |
| Nina Kraljić en Estocolmo (2016) |

|                               |
| Jacques Houdek en Kiev (2017) |

|                         |
| Franka en Lisboa (2018) |

| [[Archivo:\|center\|border\|180x180px\|alt=\| ESC 2021 Rotterdam 1st Semi Jury Show Croatia.jpg]] |
| ESC 2021 Rotterdam 1st Semi Jury Show Croatia.jpg                                                 |

| [[Archivo:\|center\|border\|180x180px\|alt=\| Eurovision 2022 - Semi-final 1 - Croatia - Mia Dimšić.jpg]] |
| Eurovision 2022 - Semi-final 1 - Croatia - Mia Dimšić.jpg                                                 |

| [[Archivo:\|center\|border\|180x180px\|alt=\| Eurovision 2023 - Jury Semi-final 1 - Croatia - Let 3 (04).jpg]] |
| Eurovision 2023 - Jury Semi-final 1 - Croatia - Let 3 (04).jpg                                                 |

| [[Archivo:\|center\|border\|180x180px\|alt=\| Baby Lasagna, semi-finals, Eurovision 2024 08.jpg]] |
| Baby Lasagna, semi-finals, Eurovision 2024 08.jpg                                                 |

| [[Archivo:\|center\|border\|180x180px\|alt=\|]] |
|                                                 |